# Faune endémique de l'île Maurice

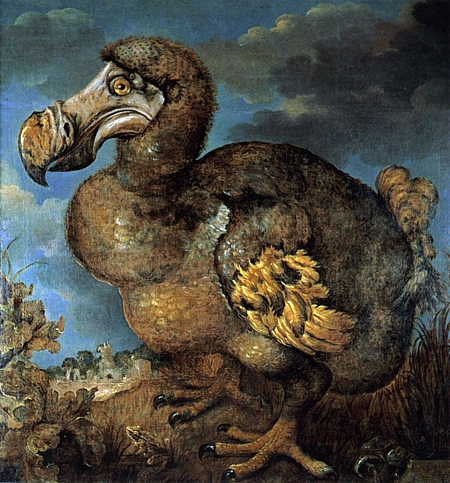
Peinture d’un dodo de Jan Savery, d’après la peinture de son oncle Roelant.

Voici une liste des espèces animales endémiques de l'île Maurice, dont les noms scientifiques sont classés selon l'ordre alphabétique.
Attention, cette liste n'inclut pas les espèces endémiques de Rodrigues, dépendance lointaine de la république de Maurice à laquelle la Liste des espèces animales endémiques de Rodrigues est consacrée. En revanche, elle inclut bel et bien les espèces endémiques des îlots proches de l'île principale comme l'île Ronde ou l'île Plate.
En tout cas, elle n'est pas exhaustive et demande à être complétée.

## A
- Alectroenas nitidissima, Founingo Hollandais, éteinte.
- Amauris phoedon
- Alopochen mauritianus - Ouette de Maurice, éteinte.
- Aphanapteryx bonasia - Poule rouge, éteinte.

## B
- Bolyeria multocarinata - Boa de l'île Ronde de Dussumier, éteint.

## C
- Casarea dussumieri - Boa de l'île Ronde de Schlegel.
- Columba mayeri - Pigeon rose.
- Coracina typica - Échenilleur de Maurice.
- Cylindraspis inepta, tortue éteinte.

## F
- Falco punctatus - Crécerelle de Maurice.
- Foudia rubra - Foudi de Maurice, en danger critique d'extinction.

## G
- Gongylomorphus bojerii - Scinque de Bojer.

## L
- Leiolopisma telfairii - Scinque de Telfair.
- Leptotes mandersi.
- Lophopsittacus mauritianus - Mascarin de Maurice, éteint.

## M
- Mascarenotus sauzieri - Petit-duc de Commerson, éteint.

## N
- Nactus coindemirensis.
- Nactus serpensinsula.
- Neptis frobenia.
- Nycticorax mauritianus - Bihoreau de Maurice, éteint.

## P
- Phelsuma cepediana - Gecko diurne à queue bleue.
- Phelsuma guentheri - Phelsume de Günther.
- Papilio manlius
- Psittacula echo - Perruche de Maurice.
- Pteropus niger - Roussette noire.

## R
- Raphus cucullatus - Dodo ou Dronte, éteint.

## S
- Salamis augustina vinsoni - Salamide d'Augustine, sous-espèce éteinte.

## Z
- Zostérops gris de Maurice (Zosterops chloronothos), passereau, en danger critique d'extinction.

## Informations complémentaires
- Endémisme dans les Mascareignes.

Le parc national des gorges de Rivière Noire abrite plusieurs mammifères typiques des Mascareignes ou de Madagascar tels que le tangue ou la roussette noire. Néanmoins, c'est surtout du point de vue de la faune aviaire qu'il est le plus intéressant avec la Paille-en-queue, la crécerelle, la perruche de Maurice, le pigeon rose, l'échenilleur de Maurice, le bulbul de Maurice, le zostérops de Maurice, l'oiseau blanc et le foudi de Maurice.